# Meczet Marii, Matki Jezusa
Meczet Marii, Matki Jezusa (arab. ‏مسجد مريم أم عيسى‎, Masǧid Maryam Umm ʿIsà), wcześniej: meczet Muhammada ibn Zajida – meczet w dzielnicy Al-Muszrif Abu Zabi, stolicy Zjednoczonych Emiratów Arabskich.
Meczet został wzniesiony w 1989 roku. 14 czerwca 2017 szejk Muhammad ibn Zajid Al Nahajjan, minister obrony Abu Zabi, a także najwyższy przywódca Zjednoczonych Emiratów Arabskich, którego imię nosił do tej pory meczet, dokonał (za zgodą prezydenta ZEA Chalifa ibn Zajid Al Nahajjan) zmiany jego nazwy na „Maryam Umm ʿIsà” – Marii, Matki Jezusa. Uroczystości inaugurującej nową nazwę przewodniczył Minister Stanu ZEA ds. Tolerancji Lubna al-Kasimi, w obecności Muhammada Matara al-Kabiego, przewodniczącego General Authority of Islamic Affairs and Endowments (Główny organ spraw islamskich i fundacji) i chrześcijańskich duchownych. Komentujący zmianę Zastępca Sekretarza Generalnego IIMSAM i Stały Przedstawiciel Rady Społeczno-Gospodarczej Organizacji Narodów Zjednoczonych ambasador Muhammad ibn Musallam ibn Hamm Al-Amiri wyjaśnił, że ma ona ilustrować zasadę tolerancji i wartości współistnienia między religiami w Zjednoczonych Emiratach Arabskich.